# REDressプロジェクト

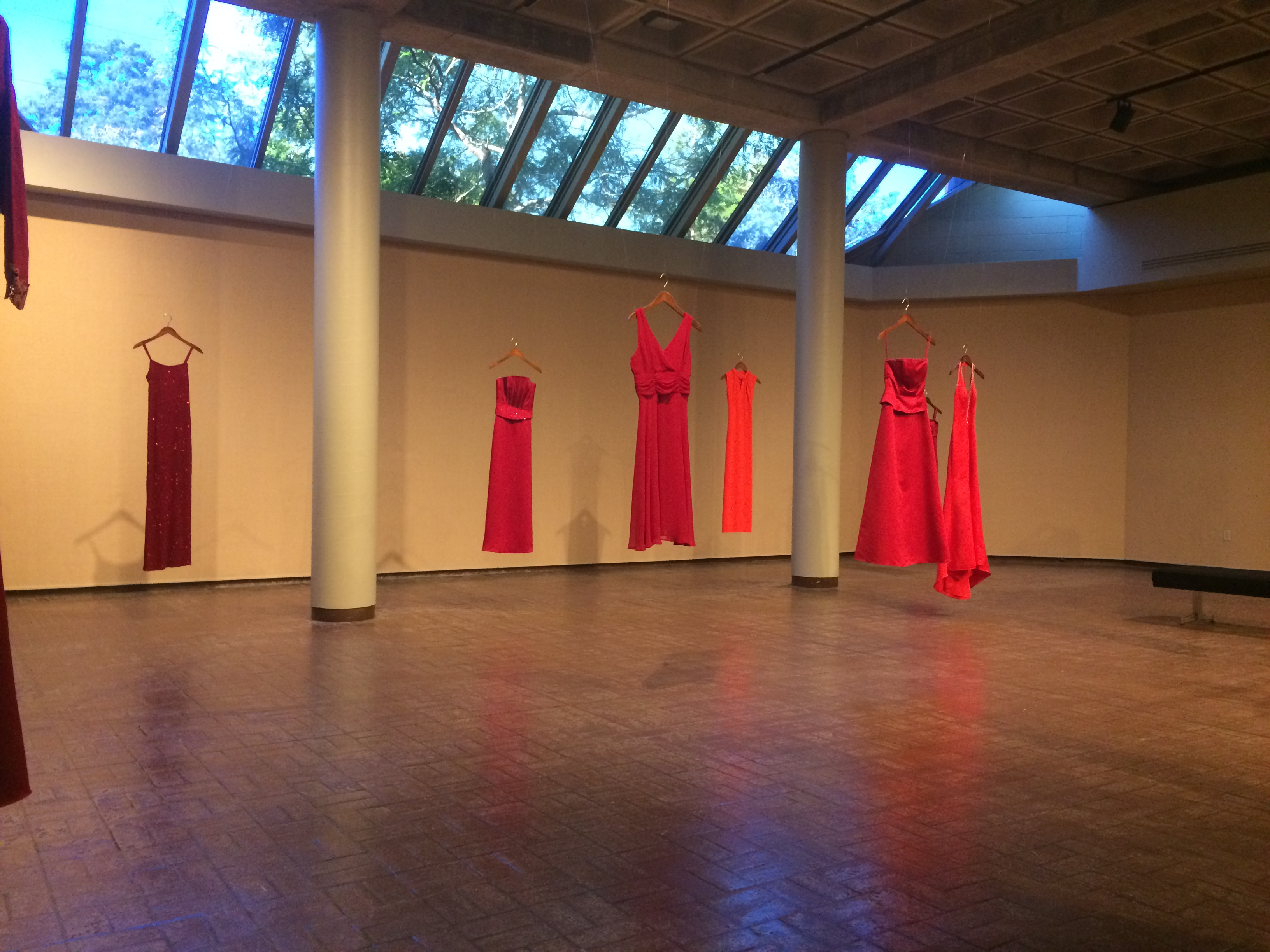
en:Acadia UniversityにおけるREDressプロジェクト。 2015年。

REDressプロジェクトは、ジェイミー・ブラックによるパブリックアートのインスタレーションである。アメリカ合衆国とカナダで蔓延している先住民女性の失踪と殺害（en:missing and murdered Indigenous women :MMIW）に呼応して始まった。2010年から継続中のプロジェクトで、様々な環境に何も入っていない赤いドレスをぶら下げることにより、失踪あるいは殺害された先住民（ファースト・ネーション、イヌイット、メティそしてネイティブ・アメリカン ）の女性を追悼する。プロジェクトはまた、ほかのアーティストがMMIW問題への注意をひくために赤色を使うことを促すとともに、Red Dress Dayの制定も促した。

## 背景
ジェイミー・ブラックはメティである。メティはカナダとアメリカの一部に住む民族グループで、彼らの先祖は北米先住民と西欧系入植者の両方にさかのぼる。ブラックがウィニペグのUrban Shaman Contemporary Aboriginal Art galleryで働いていた時、ドイツでの会議に出席したことがあった。彼女はそこで、en:Jo-Ann Episkenewがカナダ先住民女性の失踪と殺害について話すのを聞いた。
ブラックはウィニペグ大学の女性とジェンダー研究所のワークショップに赤いドレスの展示を含めることを提案した。ブラックによると、屋外につるされている赤いドレスのイメージは、Episkenewのスピーチを聞いているときに思いついたという。しかし後に、メティの著述家であるen:Maria Campbellの小説The Book of Jessicaのブックカバーの影響を受けていると確認されている。大学はブラックの提案に賛同し、彼女がドレスを調達するのを手伝った。
これまでにカナダ全土の女性から400着以上のドレスが寄付された。失踪や殺害に遭った先住民女性の家族がドレスを提供したり、あるいはいくつかのエキシビションに参加したりしている。

## 象徴

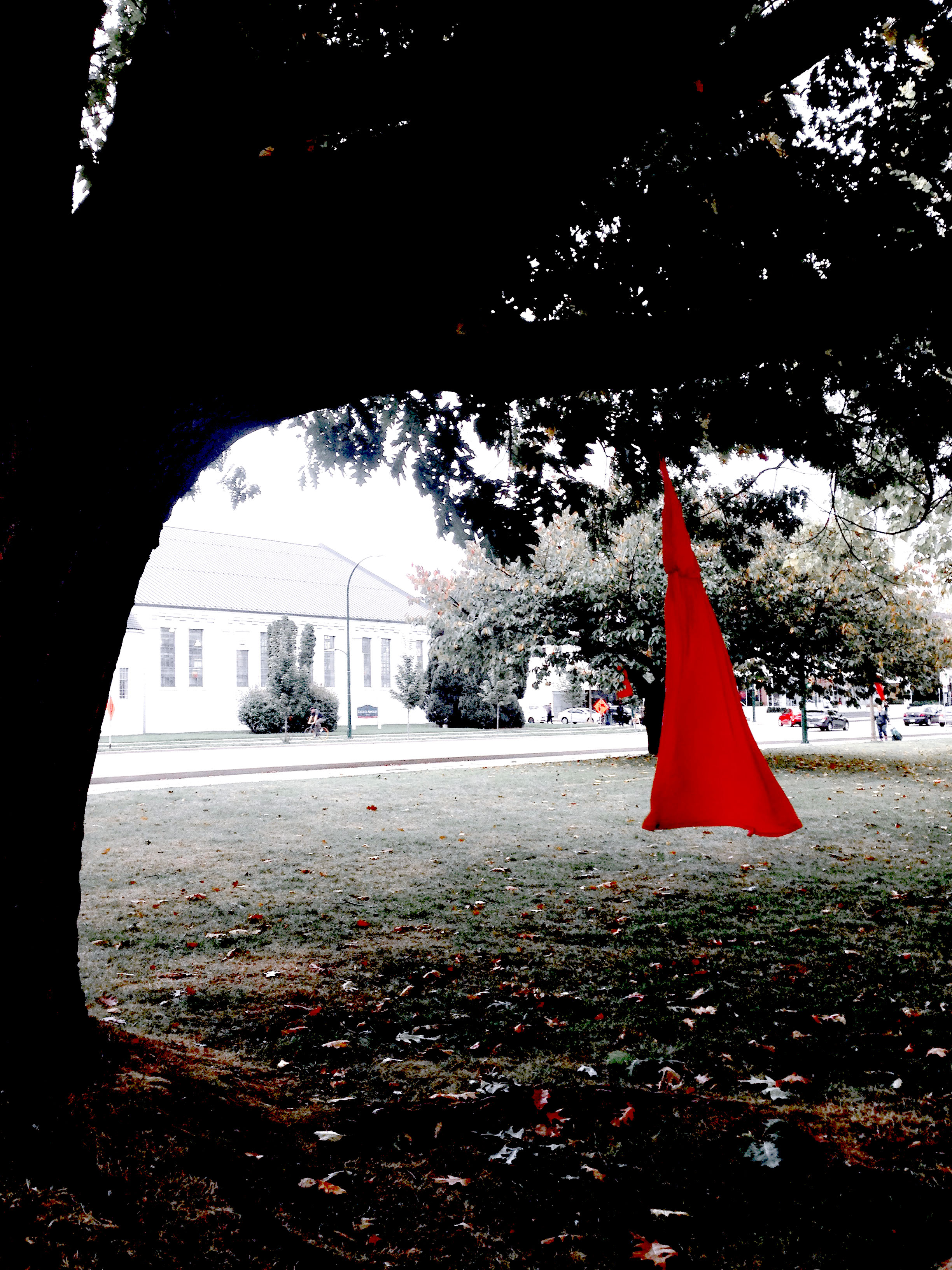
カナダのバンクーバー (ブリティッシュコロンビア州)にて。2016年のVigils for Missing and Murdered Indigenous Womenの日に撮影。

ブラックは先住民の友達との会話の後で赤色を選んだ。友達によると、精霊が見える色は赤だけだという。「だから赤はまさにそのような女性たちの精神を呼び戻すことであり、彼女らが私たちの中にいて、家族やコミュニティを通じて彼らの声が届くことを可能にするのです」。ブラックは赤色について"私たち全員の間のつながりと生命の血(lifeblood)に関連している"、また、活力と暴力の両方を象徴している、とも提案している。
ドレスの中が空であることは、着るべき女性が行方不明であることを想起させる。ブラックによると、「人々は不在の中に存在が存在することに気づく」のだという。

## インスタレーション
インスタレーションはカナダ全土の30以上の場所で展示されており、場所によって異なる。2019年には、アメリカ合衆国で最初の展示会が開催された。 
- 2011年3月: ウィニペグ大学で最初の展覧会[8]
- 2011年5月: マニトバ州議会[9]
- 2013年10月: ロンドンのen:OXO TowerにあるBargehouse galleryのEcocentrix exhibition。ドレスは譲渡された[10]。
- 2014年: en:Canadian Museum for Human Rights。ドレスのうちの何着かは常設展示になった[11]
- 2015年10月4日: ブラックは、先住民女性の失踪と殺害を思い出すための国家の日を支援するために、家や職場や公共の場所赤いドレスを飾るようカナダ全土の女性に求めた[5][7]
- 2019年3月: スミソニアン博物館の国立アメリカ・インディアン博物館の屋外に35着[2]

## 関連キャンペーン
- en:AmINext
- en:Idle No More
- en:Walking With Our Sisters